# 刘建华 (1957年)
刘建华（1957年7月—），中华人民共和国政治人物、作家，云南广南县人，中国共产党籍。曾任云南省政协秘书长、党组成员等职务。

## 生平
刘建华出生于云南省广南县，并在家乡完成了高中学业，1975年毕业后，他成为广南县杨柳井公社西洋大队的一名知青，1978年进入政坛，先后在广南县社队企业局、财贸办公室、计经委、县府等机关工作，官至广南县人民政府副县长，期间曾在云南财贸学院就读并加入中共，1992年离开广南县，先后担任中共砚山县委副书记、县长，砚山县委书记，1995年，他获得中共云南省委、省府授予全省“优秀县委书记”和“云南省扶贫先进个人”称号。中共文山州委常委、常务副州长。
2001年，刘建华离开文山，转任中共迪庆州委副书记、常务副州长。2003年调往昆明，出任云南省财政厅副厅长、党组成员。2007年升任云南省旅游局党组书记。2009年转任云南省人民政府金融办公室党组书记、主任。2010年，刘建华来到昭通，随即出任该市人民政府市长。2013年2月，升任中共昭通市委书记。2015年7月，调离昭通，担任云南省政协副秘书长，2016年转正成为云南省政协秘书长，直到2020年5月卸任。

## 延伸阅读
- 刘建华.  1. 中国北京: 中国文联出版社. 2005. ISBN 9787505938526. OCLC 298457903.
- 刘建华.  1. 中国四川: 四川文艺出版社. 2007. ISBN 9787541124921. OCLC 276493122.

| 政党职务      | 政党职务                                       | 政党职务      |
| ------------- | ---------------------------------------------- | ------------- |
| 前任： 夜礼斌 | 中国共产党昭通市委员会书记 2013年2月-2015年5月 | 繼任： 范华平 |
| 政府职务      |                                                |               |
| 前任： 王敏正 | 昭通市人民政府市长 2010年12月-2013年2月        | 繼任： 张纪华 |